# Morti nel 1260
| Questa pagina contiene informazioni ricavate automaticamente dalle voci biografiche con l'ausilio del template Bio e di un bot. L'aggiornamento è periodico e automatico e ricostruisce completamente la pagina. Se manca una persona in questa lista, sei pregato di non aggiungerla, ma accertati piuttosto che la sua voce biografica contenga il template Bio e che i dati anagrafici siano correttamente compilati. Se il template Bio manca, inseriscilo tu stesso o, in alternativa, metti l'avviso {{tmp\|Bio}} che ne segnala la mancanza. Se i dati riportati sono sbagliati, correggi direttamente la voce biografica; le modifiche saranno visibili in questa lista entro pochi giorni. Per chiarimenti vedi il progetto biografie. La lista contiene solo le 25 persone che sono citate nell'enciclopedia e per le quali è stato implementato correttamente il template Bio. Pagina aggiornata al 18 mag 2025. |

- 1º gennaio - Ugolino da Gualdo Cattaneo, religioso italiano
- 8 gennaio - Albero V di Kuenring-Dürnstein, nobile austriaco
- 9 gennaio - Philippe Berruyer, arcivescovo cattolico francese
- 19 febbraio - Bonifacio di Losanna, vescovo cattolico e beato belga
- 24 febbraio - Ermengarda del Reno, nobile tedesca
- 3 aprile - Gandolfo Sacchi, francescano italiano
- 24 maggio - Teodorico IV di Kleve, conte
- 13 luglio - Burkhard von Hornhausen
- 26 agosto - Alberico da Romano, condottiero e trovatore italiano (n. 1196)
- 3 settembre - Kitbuga Noyan, militare mongolo
- 4 settembre - Jacopo de' Pazzi il Vecchio, condottiero italiano (n. 1196)
- 4 settembre - Jacopino Rangoni, generale e politico italiano
- 7 ottobre - Alberto I di Sassonia, nobile tedesco (n. 1175)
- 24 ottobre - Sayf al-Din Qutuz, sultano turco (n. 1221)
- Alfonso d'Aragona, principe spagnolo (n. 1222)
- Bayju, militare mongolo
- Albert von Behaim, politico e religioso tedesco (n. 1180)
- Gerardo di Bruxelles, matematico e filosofo belga
- Jordanus Nemorarius, matematico e astronomo italiano (n. 1225)
- Maio di Monopoli, pirata e ammiraglio italiano
- Maria di Brabante, regina tedesca (n. 1190)
- Matteo I di Cefalonia, nobile italiano
- Sinchi Roca, sovrano inca (n. 1230)
- Stefano I Gutkeled, nobile ungherese
- Brian Ua Neill, sovrano